# أريغارون رمادي
الأريغارون الرمادي أو اليربا الرمادية نوع نباتي ينتمي إلى جنس الأريغارون من الفصيلة النجمية.

## موطنه
موطن هذا النبات الساحل الغربي للولايات المتحدة في ولايتي أوريغون وكاليفورنيا.

## معرض صور

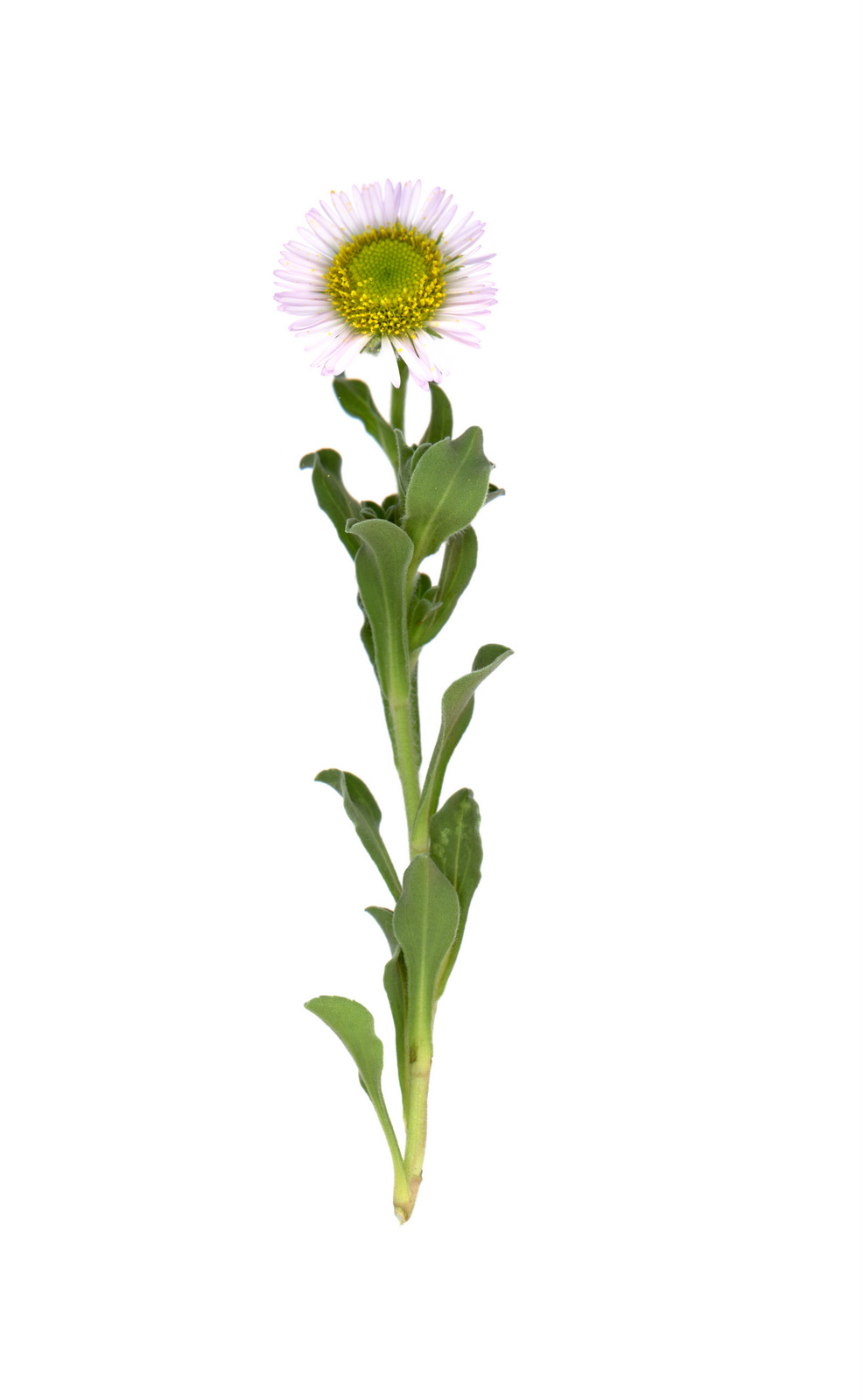
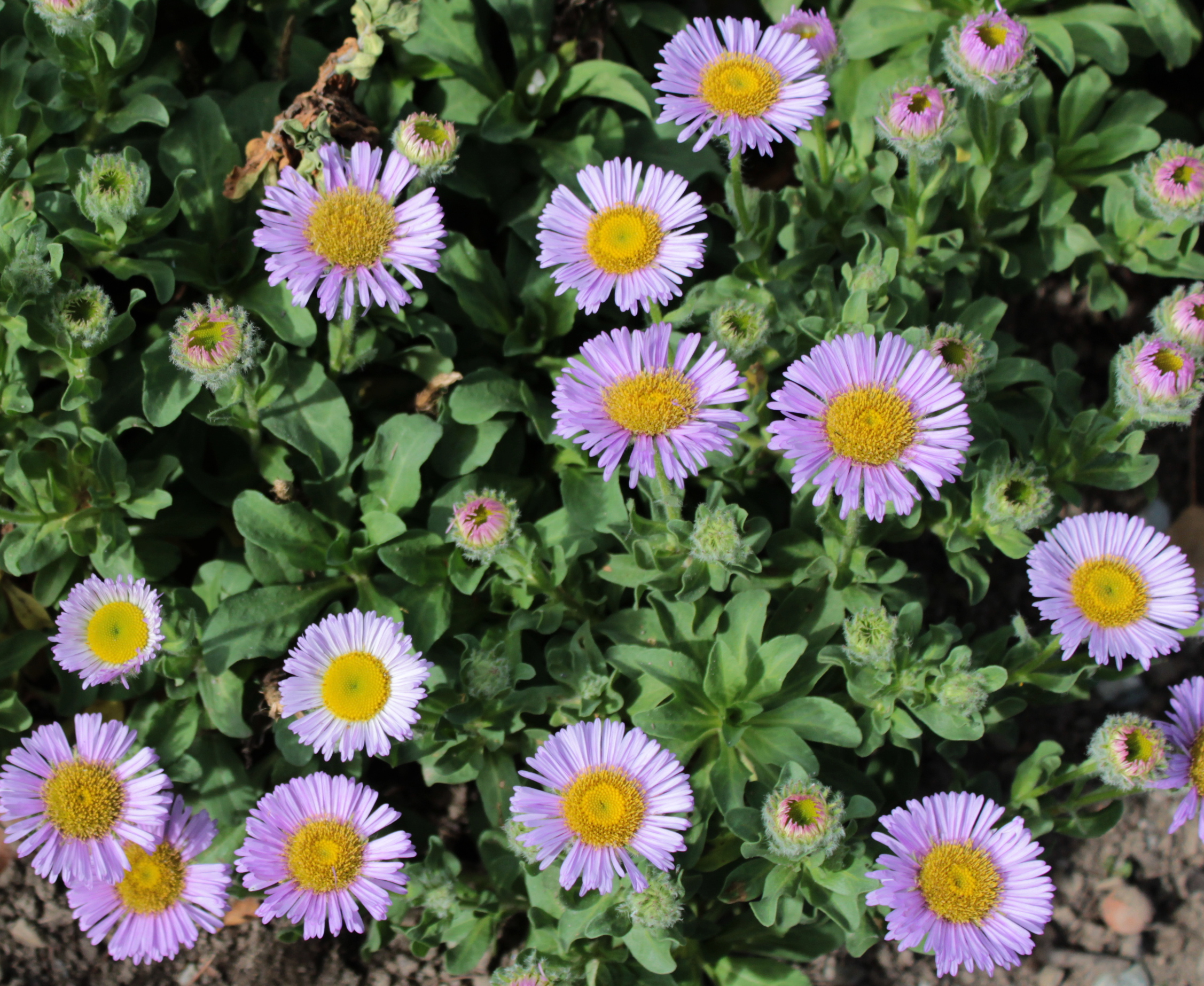
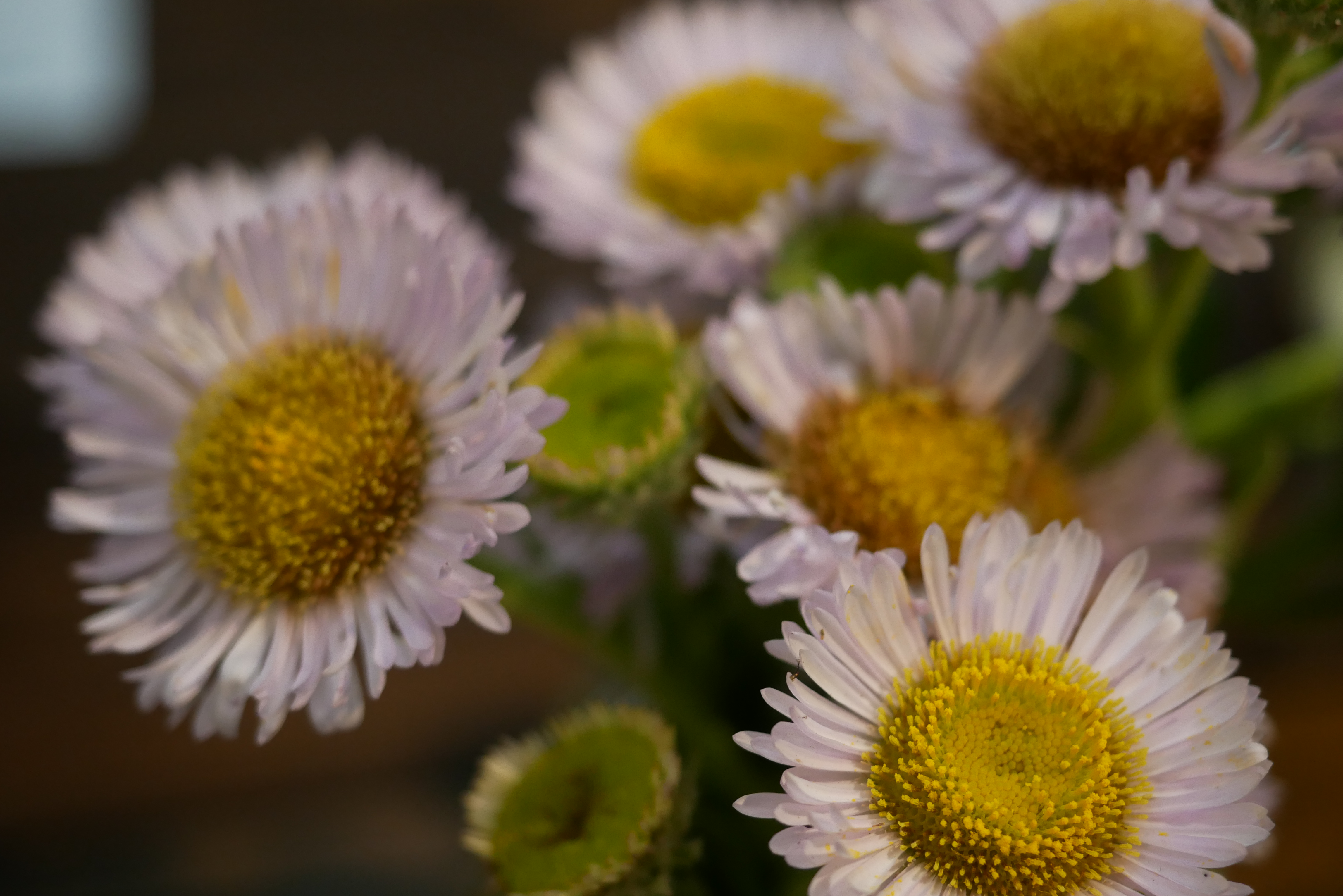
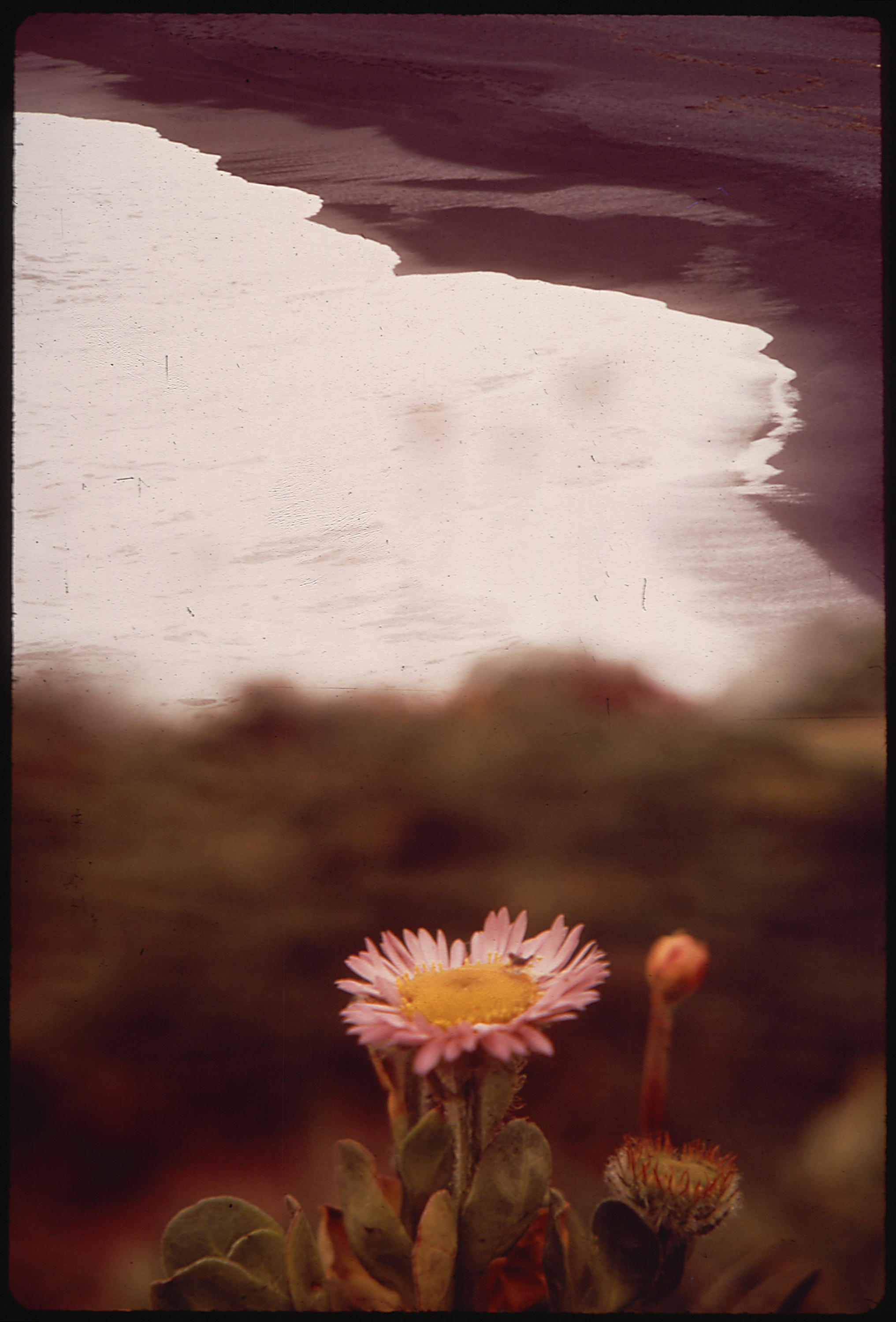
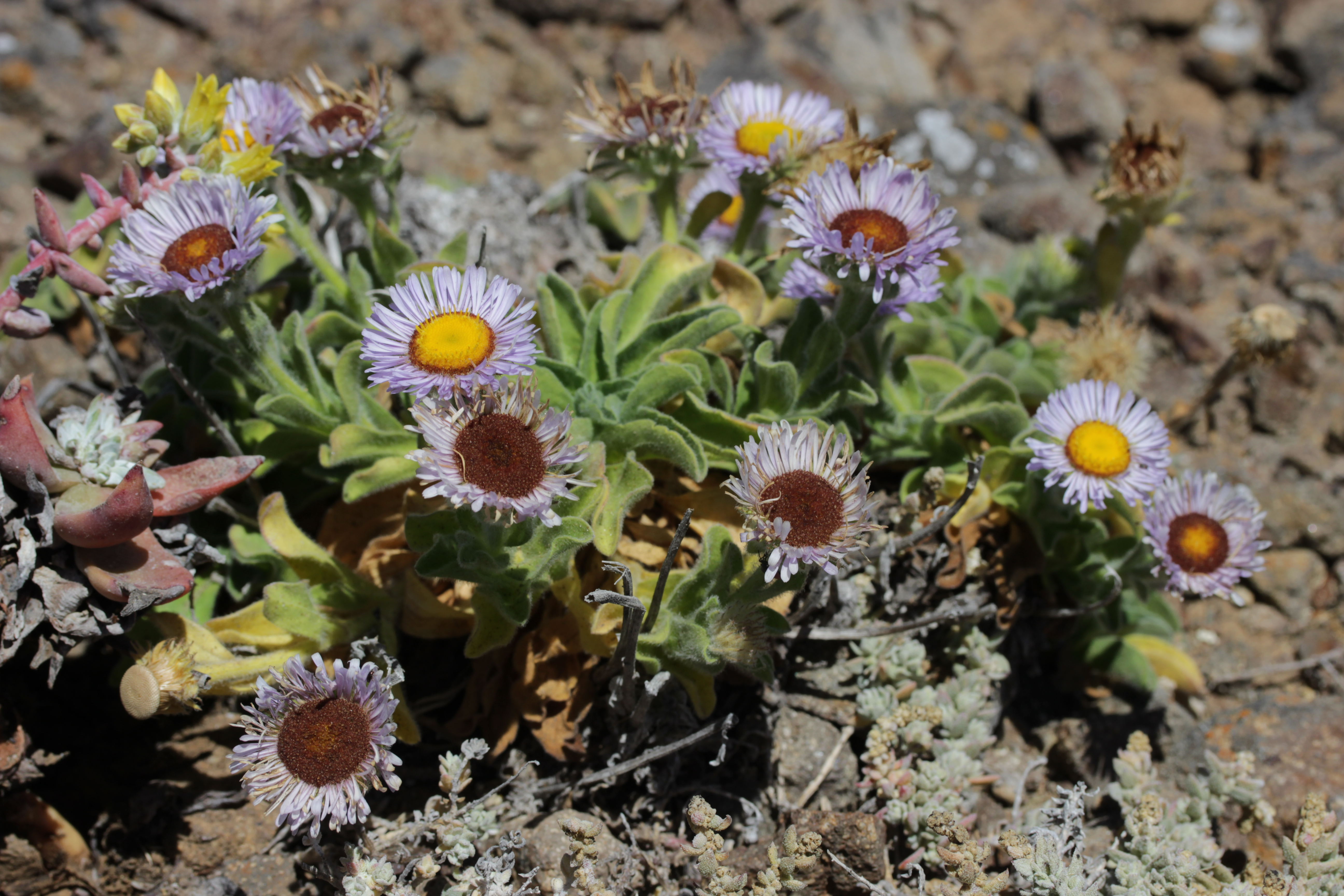

## الوصف النباتي
نبات عشبي.